# Karl Anton von Bila
Karl Anton Ernst von Bila (* 28. Mai 1741 in Hainrode; † 22. Januar 1820 in Burg (bei Magdeburg)) war preußischer Generalmajor, Chef der magdeburgischen Füsilierbrigade sowie Herr auf Hainrode.

## Leben

### Herkunft
Karl Anton entstammte dem thüringischen Uradelsgeschlecht derer von Bila. Er war der Sohn des Kammerjunkers und Kapitäns a. D. Alexander Reinhard Ernst von Bila und dessen Ehefrau Veronika Elisabeth, geborene von Rüxleben. Der Generalmajor Rudolf Ernst von Bila war sein Bruder.

### Militärkarriere
Bila wurde 1755 Kadett im Regiment Garde der Preußischen Armee und am 26. Juni 1756 Avantageur im Grenadierbataillon „von Kahlden“ Nr. 1. Mit dem Bataillon kämpfte während des Siebenjährigen Krieges von 1756 bis 1763 in den Schlachten von Prag, Kolin, Reichenbach sowie bei der Belagerung von Breslau, in den Schlachten bei Leuthen, Torgau und Moys wurde er verwundet. Am 28. Juni 1778 erfolgte seine Beförderung zum Kapitän sowie die Ernennung zum Kompaniechef. Für seine Leistungen im Krieg gegen das revolutionäre Frankreich erhielt Bila am 13. Juli 1794 den Orden Pour le Mérite. Als Oberst war er ab 12. September 1797 Brigadier der kurmärkischen Füsilierbrigade.
Am 20. Mai 1801 zum Generalmajor befördert, empfing Bila ein Brigadiergehalt von 2180 Talern. Eineinhalb Jahre später wurde er Chef der magdeburgischen Füsilierbrigade und im Herbst 1806 Kommandant von Hannover. Sein Rückzug nach der Niederlage von Jena und Auerstedt scheiterte bei Anklam mit einer Kapitulation.
Bila wurde am 19. Januar 1813 mit halben Sold als Gnadengehalt in den Ruhestand versetzt und am 2. September 1813 zur Disposition gestellt.

### Familie
Er war seit 29. September 1775 mit Wilhelmine Auguste, geborene von Bomsdorff, verwitwete von Buchholz († 1. November 1815 in Burg) verheiratet. Aus der Ehe gingen vier Kinder hervor:
- Wilhelmine Ernestine (* 9. September 1777 in Treuenbrietzen)
- Auguste Ernestine (* 4. Dezember 1779 in Treuenbrietzen; † 1852) ⚭ Christoph Lebrecht von Manteuffel gen. Zoege († 4. Dezember 1813), Hauptmann der Gendarmerie
- Karl Alexander Ernst (* 10. Juli 1784 in Hainrode; † 30. Dezember 1846)
- Ernst Anton Ludwig (* 25. Oktober 1785 in Treuenbrietzen; † 2. März 1814), Hauptmann ⚭ 1811 Frederike Henriette Konstanine von Bibra (* 10. Juni 1782; † 1. April 1864)